# Aérium
 (août 2013).

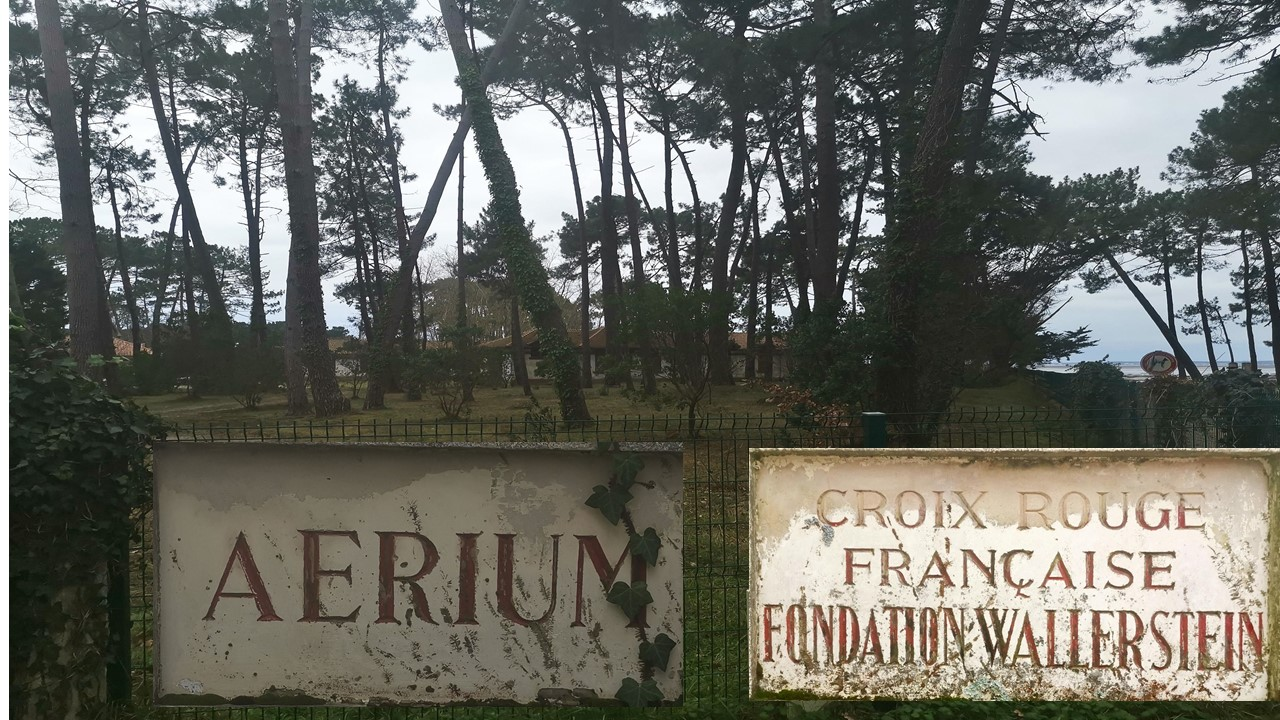
Aérium d'Arès en 2021.

Un aérium est un établissement de repos au grand air (du latin : aerius) pour les enfants et adolescents. 

## Description, historique
Les aériums sont à l'origine destinés à accueillir des enfants ou des adolescents dans des conditions intermédiaires entre celles des colonies de vacances, des préventoriums et des écoles de plein air.
En France, des arrêtés ministériels ont réglementé la durée des séjours de convalescence et les affections médicales et chirurgicales concernées, de même que les catégories d'enfants à risques tuberculiniques pouvant bénéficier de cette structure.
Plusieurs aériums ont été construits en France au début du XXe siècle, dont l'aérium d'Arès (Gironde) datant de 1913, à l'initiative de Sophie Wallerstein, dû aux architectes Duval et Gonse,. Il est inscrit le 4 mai 2000 à l’inventaire supplémentaire des monuments historiques (ISMH) pour la totalité des bâtiments, y compris la parcelle cadastrale AX 52 sur laquelle ils sont implantés, sur la proposition unanime de la Commission régionale du patrimoine et des sites (CRPS).
La commune de Briscous (Pyrénées-Atlantiques) a également tenu à participer à l'effort de solidarité nationale en construisant un aérium pour les enfants de santé fragile.